# Mixi

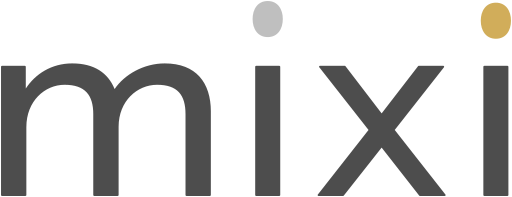
Logo

Mixi (japanisch ミクシィ, Mikushii) ist eine im Februar 2004 von Kenji Kasahara gegründete japanische Online-Community. Mit mehr als 29 Millionen Teilnehmern ist sie Japans größte Social-Network-Seite.
2008 war Mixi auf Platz 5 der am häufigsten aufgerufenen Websites in Japan. Sie ist an der Tokioter Börse gelistet.